# 天主教卡拉奧拉暨拉卡爾薩達-洛格羅尼奧教區
天主教卡拉奧拉暨拉卡爾薩達-洛格羅尼奧教區（拉丁語：Dioecesis Calaguritanus et Calceatensis-Lucroniensis）是羅馬天主教一個教區，位於西班牙拉里奧哈自治區，屬潘普洛納總教區。
教區最早見於463年的文獻，教座位於卡拉奧拉。2007年，在當地301,084人口中，有教友273,101人，佔轄區總人口90.7%、230個堂區、340名司鐸、178名修士、762名修女。現任教區主教為若望·奧梅利亞·奧梅利亞。